# Angel (Amerikaanse band)
Angel is een Amerikaanse glam- en hardrockband uit Washington D.C..

## Bezetting
Oprichters
- Frank DiMino (zang)
- Punky Meadows (gitaar, tot 1981)
- Mickie Jones (basgitaar, tot 1977)
- Barry Brandt (drums)
- Gregg Giuffria (keyboards, tot 1981)

Huidige bezetting
- Frank DiMino (zang)
- Steve Blaze (gitaar, sinds 1998)
- Randy Gregg (basgitaar, sinds 1998)
- Barry Brandt (drums)
- Michael T. Ross (keyboards, sinds 1998)

Voormalige leden
- Felix Robinson (basgitaar, 1977–1981)

## Geschiedenis
De band werd in 1975 geformeerd met de leden Punky Meadows (gitaar), Mickie Jones (bas), Frank DiMino (zang), Gregg Giuffria (keyboard) en Barry Brandt (drums). Haar eerste muzikale looppogingen vonden plaats onder de naam Sweet Mama from Heaven. Na korte tijd veranderden ze hun naam in Angel, een eerbetoon aan de gelijknamige song van Jimi Hendrix. Ze speelden in lokale clubshows totdat ze werden ontdekt door Gene Simmons van de band Kiss, die ze bij zijn management wilde contracteren. David Joseph was al de manager van de band en bereidde de opnamen voor het debuutalbum voor. De bandleden verhuisden naar Los Angeles en namen de nummers op met de producenten Derek Lawrence en Big Jim Sullivan. Haar manager betaalde de opnamen uit eigen zak. Op aanraden van Simmons kwamen de opnames bij Casablanca Records, dat de band contracteerde en het titelloze debuutalbum uitbracht. Het album was voornamelijk gebaseerd op Kiss, maar was progressiever.
De band speelde uitsluitend in het wit, wat een contrast moest zijn met Kiss. De bandleden hadden ook een androgyn imago, wat een kenmerk was van glamrock. Na een tournee bracht de band nog het album Helluva Band (1976) uit en werd door muziektijdschrift Circus verkozen tot beste nieuwkomer. Ze lieten Heart en Boston achter zich. Het derde album werd uiteindelijk opgenomen met Eddie Kramer en in 1977 uitgebracht als On Earth as It Is in Heaven. Met dit album ontwikkelde de band zich van een typische glamrockband tot een hardrockband. Na nog een tournee stapte Mickey Jones eruit en moest worden vervangen door Felix Robinson. White Hot uit 1978 toonde de band als een volwassen muziekband, die nu volledig afscheid had genomen van glamrock. De single Ain't Gonna Eat Out My Heart Anymore (een coverversie van The Rascals) bereikte #44 in de Amerikaanse Billboard-hitlijsten. In 1978 wist Angel minstens één radiohit in Duitsland te scoren. Haar wintersong haalde de #3 van de radiohitparade WDR2 hitrally in januari van het jaar. Sinful uit 1979 was toen een puur popalbum, maar kon niet voortbouwen op het succes van zijn voorganger. In 1980 verschenen twee vissersliedjes op de soundtrack van de film Jeanies Clique, gevolgd door het live-album Live Without a Net. Daarna ging de band uit elkaar.
Frank DiMino zong Seduce Me Tonight voor de Flashdance-soundtrack in 1983 en wijdde zich aan andere projecten. De overgebleven bandleden probeerden ook hun geluk in andere bands, dus Felix Robinson sloot zich aan bij White Lion. Gregg Giuffria richtte zijn eigen band Giuffria op, die later onder leiding van Gene Simmons de naam veranderde in House of Lords. In 1987 deed Angel een reüniepoging zonder Giuffria, maar het ging niet verder dan het demopodium. Alle bandleden keerden daarna terug naar het burgerleven. Bassist Mickie Jones overleed in september 2009 aan kanker.
In 1998 is Angel weer begonnen. Frank DiMino en Barry Brandt bleven van de oorspronkelijke bezetting. Randy Gregg (bas), Steve Blaze (gitaar) en Michael T. Ross (keyboards) maakten de bezetting compleet. In the Beginning, het album na de reünie, bevatte ook gastbijdragen van Punky Meadows en Felix Robinson. De band toerde en speelde toen op verschillende festivals, zoals Bang Your Head en Sweden Rock.

## Discografie

### Singles
- 1977: That Magic Touch
- 1978: Ain't Gonna Eat Out My Heart Anymore

### Albums
- 1975: Angel
- 1976: Helluva Band
- 1977: On Earth as It Is in Heaven
- 1978: White Hot
- 1979: Sinful (beperkte oplage als Bad Publicity)
- 1980: Live Without a Net
- 1999: In the Beginning
- 2001: Angel: Live in Sweden featuring Gordon G.G. Gebert
- 2019: Risen
- 2023: Once Upon a Time

### Compilaties
- 1989: Can You Feel It
- 1992: An Anthology
- 2000: Angel: The Collection
- 2006: Angel: The Singles Collection Volume 1
- 2006: Angel: The Singles Collection Volume 2